# マリー＝ポール・ベル

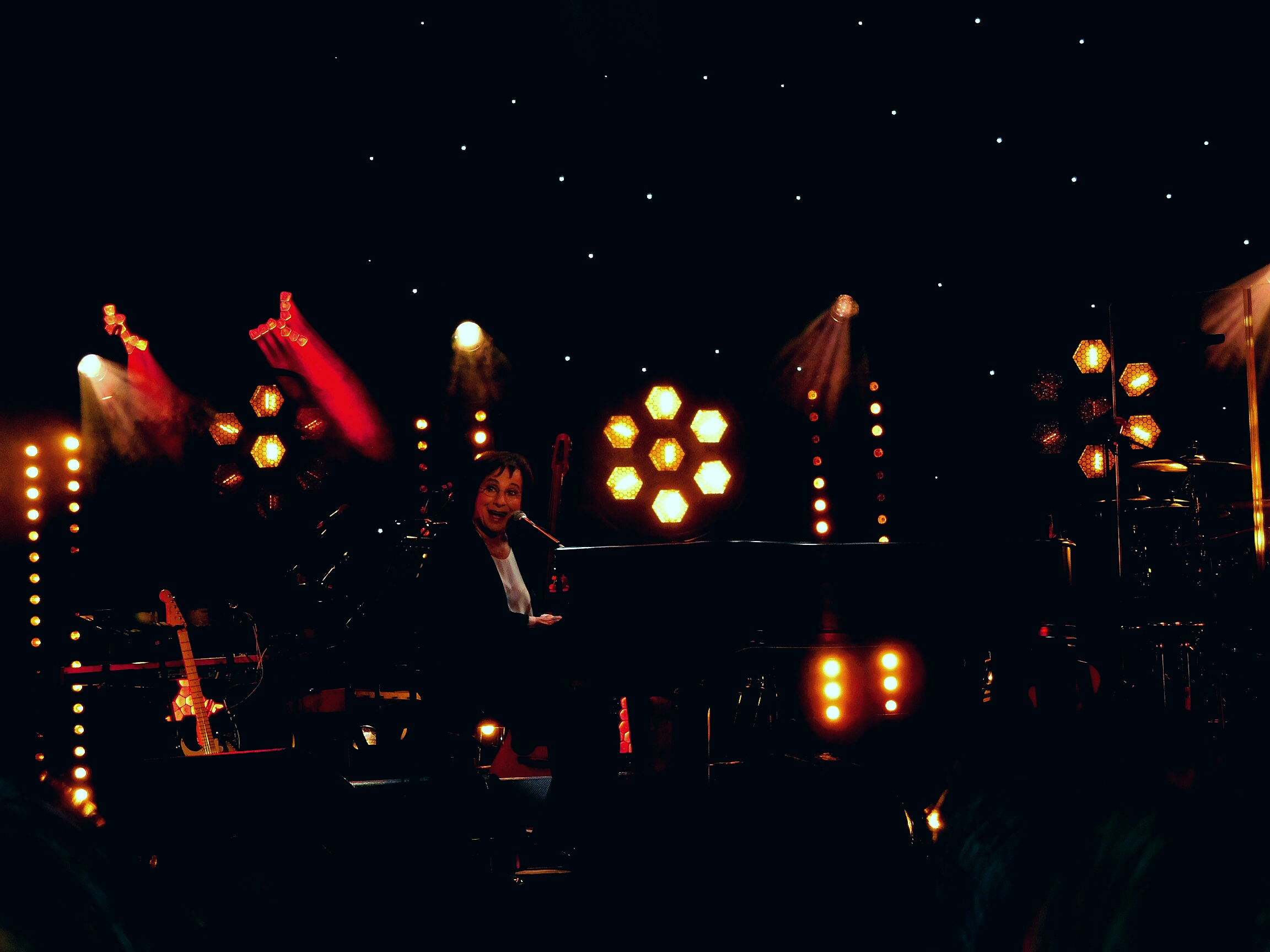
マリー＝ポール・ベル

マリー＝ポール・ベル（フランス語: Marie-Paule Belle、1946年1月25日 - ）は、フランスの女性歌手、作詞家、作曲家。

## 略歴
1946年、フランス北部の小さな町 Pont-Sainte-Maxence（フランス語版）で生まれる。
バルバラやジャック・ブレルに憧れ1969年にシングル「Tout vient à point（日本語直訳：みんな指し示すようになる）」でデビュー。
毎年シングルやアルバムを発表し続けるが、テレビやラジオなどのメディアに出演せず舞台のみで唄うという歌手生活を送る。
1975年「La parisienne（ラ・パリジェンヌ）」がヒット、他にもヒット作品を持ち、舞台公演を主に活動を続ける。
ピアノ弾き語りが主であり、バルバラと親交があった。
バルバラの死後、2001年9月11日カヴァー・アルバム『 “chante Barbara”（マリー＝ポール・ベル、バルバラを唄う）』を発表。
翌2002年まで本作に基づくコンサート・ツアーをフランス国内にて行い再び脚光を浴びる。
2005年、AFJCの招きで初来日公演。「シャンソンの妖精」（青山桂子、岡山加代子、林夏子）石原歩等と共演し、大成功を収める。

## 主なヒット作品
発売時タイトル（日本語訳）
- La Parisienne（ラ・パリジェンヌ / ラ・パリジャン）
- Wolfgang et moi（ウォルフギャングと私）
- L'Âme à la vague（魂の波）

## 関連人物・項目
- バルバラ
- “日仏シャンソン協会 (AFJC)”. 2018年4月27日閲覧。